# Hofoldinger Forst

Lage des Hofoldinger Forstes im Landkreis München (gemeindefrei bis 2010)

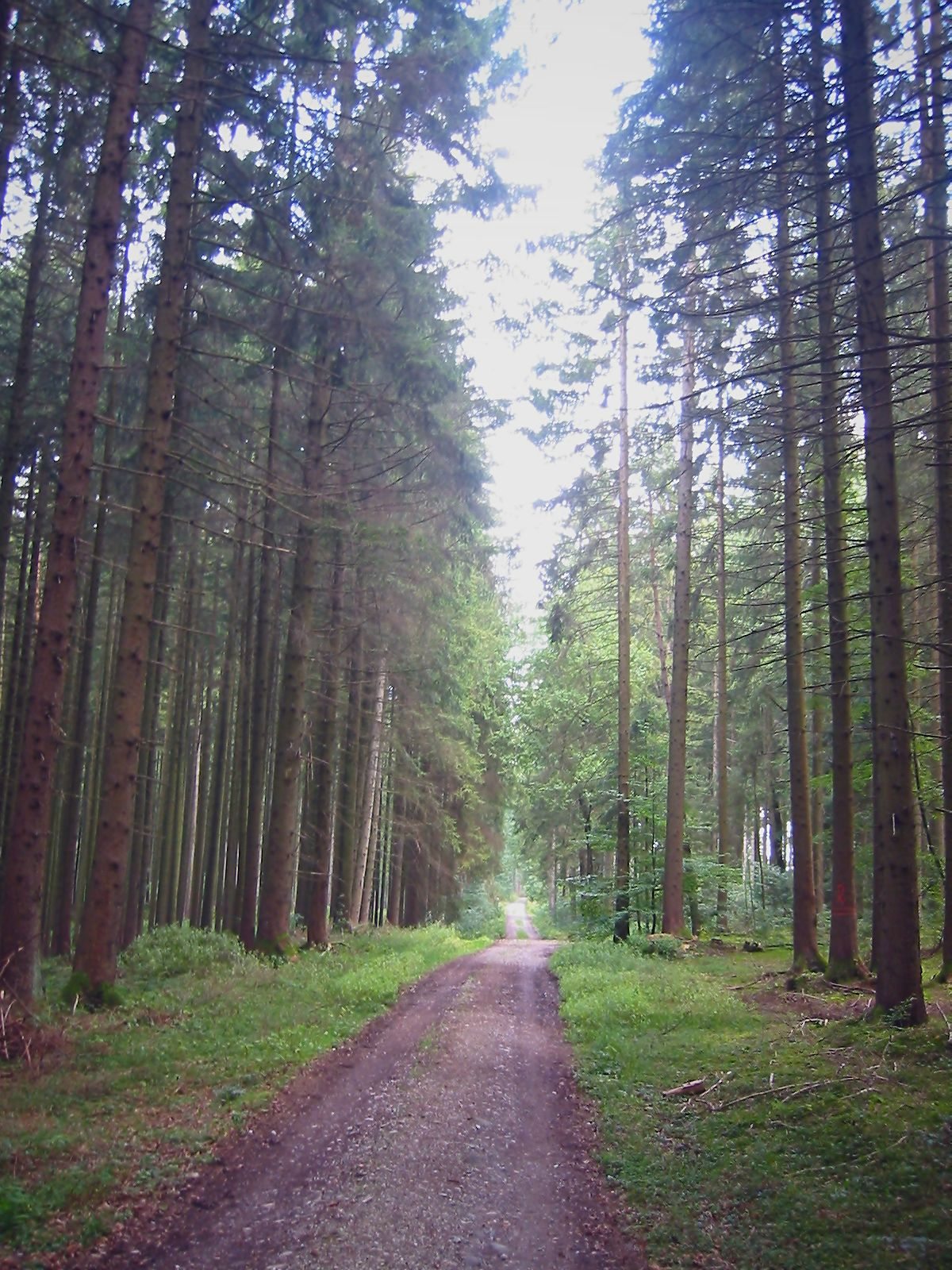
Geräumt im Hofoldinger Forst

Historisches Kartenblatt von 1875–1877 vom Hofoldinger Forst

Der Hofoldinger Forst ist ein Waldgebiet südlich von München. Es war gemeindefrei, bis es zum 1. Januar 2011 den umliegenden Gemeinden angegliedert wurde. Seitdem gehören 88,5 Prozent des Forstes zum Landkreis München und 11,5 Prozent zum Landkreis Miesbach.

## Geschichte
Seinen Namen verdankt der Forst der ehemaligen Hofmark und späteren Gemeinde Hofolding nördlich des Forstes, die seit 1978 zu Brunnthal gehört.
Im Jahr 1963 war der Hofoldinger Forst als einer der möglichen Standorte des neuen Münchener Flughafens vorgesehen. Erst 1969 wurde die Planung auf den Münchener Norden festgelegt.
Vor der Kreisreform (Stichtag 1. Juli 1972) gehörte der südliche Teil des gemeindefreien Gebiets mit einer Fläche von 1012,86 Hektar zum Landkreis Bad Aibling und hatte den Namen Hofoldinger Forst-Süd, der nördliche Teil mit einer Fläche von 1702,96 Hektar gehörte zum Landkreis München mit dem Namen Hofoldinger Forst-Nord. Die aktuelle Gesamtfläche des Hofoldinger Forst zum Stand 31. Dezember 2008 beträgt 2723,21 Hektar. Zum 1. Januar 2011 wurde das gemeindefreie Gebiet in die angrenzenden Gemeinden eingegliedert.
Die bis 1972 separaten, weil bis dahin zu verschiedenen Landkreisen gehörigen gemeindefreien Gebiete Hofoldinger Forst-Nord und Hofoldinger Forst-Süd entsprechen den weiterhin bestehenden Gemarkungen gleichen Namens, mit den Gemarkungsschlüsseln 8719 und 8721.
Zum Stichtag 1. Januar 2011 wurde das gemeindefreie Gebiet aufgelöst.
Der Landkreis Miesbach wies am 29. Oktober 2018 das Landschaftsschutzgebiet Otterfing – Hofoldinger Forst mit einer Flächengröße etwa 453 ha auf dem Gebiet der Gemeinde Otterfing aus. Im Februar 2023 wollte der Gemeinderat von Otterfing die Privatwaldflächen aus dem Landschaftsschutzgebiet herausnehmen.

## Geographie
Das mehr als 27 Quadratkilometer große Wald- und Erholungsgebiet liegt südlich von München zwischen Sauerlach im Westen und Aying im Osten. Es erstreckt sich über das Gemeindegebiet von Aying, Brunnthal, Otterfing, Sauerlach und Valley. Die Fläche des Gebiets von 2723,20 Hektar wurde folgendermaßen auf die aufnehmenden Gemeinden und Gemarkungen verteilt (Angaben in Hektar):
| Gemeinde  | Fläche      | Gemarkung  |
| --------- | ----------- | ---------- |
| Brunnthal | 1.102,42 ha | Hofolding  |
| Aying     | 1.037,89 ha | Helfendorf |
| Sauerlach | 307,24 ha   | Sauerlach  |
| Otterfing | 275,48 ha   | Otterfing  |
| Valley    | 0,17 ha     | Föching    |

Da Otterfing und Valley zum Landkreis Miesbach gehören, wuchs dadurch die Fläche dieses Landkreises um 275,65 Hektar, während sich die Fläche des Landkreises München um den gleichen Betrag verringerte.
Der Hofoldinger Forst besteht zum größten Teil aus Fichtenholz. Seit kurzer Zeit wird aber viel Mischwald angepflanzt, da der Wald so beständiger gegen starke Stürme ist. Der Hofoldinger Forst ist besonders für Spaziergänger, Radfahrer und Inliner ein beliebtes Naherholungsgebiet. Ausgangspunkt für ihre Touren sind zwei Asphaltstraßen, die von Otterfing ausgehend durch den Wald in Richtung Hofolding und Kreuzstraße führen sowie die Kreisstraße M9 zwischen Kreuzstraße und Faistenhaar.

## Planung für Windpark
Im Jahr 2013 schlossen sich die Gemeinden Aying, Brunnthal, Sauerlach und Otterfing zusammen, um im Forst einen Windpark zu planen. Zwischenzeitlich schied die Gemeinde Brunnthal aus. Ab dem Jahr 2019 wurde mit der Einreichung der Anträge geplant. Mittels einer Ausschreibung wurde Enercon ausgewählt. Das Projekt soll 21 Millionen Euro kosten, von denen die Gemeinden 6,5 Millionen Euro selber tragen. Es soll eine Jahresleistung von 5,56 Gigawatt und eine Abdeckung von 10.000 Haushalten erreicht werden. Die Windkraftanlagen sind mit einer Nabenhöhe von 167 Metern und einem Rotordurchmesser von 160 Metern geplant. Im April 2023 wurde der Bauantrag eingereicht und es wird mit einer Inbetriebnahme im Jahr 2025 gerechnet.

## Gliederung
Von den acht Staatsforstdistrikten des gesamten Staatsforstes, die Fluren entsprechen, liegen sieben im ehemals gemeindefreien Gebiet Hofoldinger Forst. Bei diesen ist jeweils angegeben, an welche Gemeinden sie am 1. Januar 2011 überwiegend abgegeben wurden. Die Staatsforstdistrikte werden weiter in quadratisch abgegrenzte gleich große (etwa je 19 Hektar), nummerierte Abteilungen gegliedert. Diese entsprechen Flurstücken. Nur wo das Gebiet an benachbarte Gemeinden grenzt, sind die Abteilungen zumeist kleiner, da die Quadrate nicht vollständig innerhalb des Gebiets liegen.
- Staatsforstdistrikt I Föhrert (Nordosten) (Gemeinde Brunnthal)
- Staatsforstdistrikt II Weitforst (Weit Forst) (Norden) (Gemeinde Brunnthal)
- Staatsforstdistrikt III Oetz (Osten) (Gemeinde Aying)
- Staatsforstdistrikt IV Buchet (Zentrum) (Gemeinde Brunnthal)
- Staatsforstdistrikt V Hirschbrunn (Süden) (Gemeinde Aying)
- Staatsforstdistrikt VI Wolfsgrub (Westen) (Gemeinde Sauerlach)
- Staatsforstdistrikt VII Sulz (Nordwesten) (Gemeinde Sauerlach)
- Staatsforstdistrikt VIII Reiß (Norden, zur Gemeinde Brunnthal gehörig)

## Verkehrswege
Die A8 (München-Salzburg) zerschneidet das Gebiet in Nord-Süd-Richtung über eine Länge von 6,48 Kilometer. Die Autobahnanschlussstelle nördlich des Gebiets trägt den Namen „Hofoldinger Forst“ ebenso wie die noch weiter nördlich gelegene Raststätte. Im Gebiet selbst liegen die Autobahnparkplätze Otterfing/Holzkirchen (Richtung Süden) und Aying (Richtung Norden).
In West-Ost-Richtung verläuft die ehemalige Römerstraße Via Julia, deren Verlauf heute noch zu erkennen ist. Die Trasse wird teilweise als Radweg genutzt.